# تپه سنگ چخماق
تپه سنگ چخماق از جمله قدیمی‌ترین استقرارهای یکجانشین شناخته‌شدهٔ دورهٔ نوسنگی در شمال شرق ایران است و در ۸ کیلومتری شمال شاهرود واقع شده است. قدمت تپهٔ غربی به اواخر هزارهٔ هشتم و اوایل هزارهٔ هفتم و تپهٔ شرقی به اواخر هزارهٔ هفتم و نیمهٔ اول هزارهٔ ششم پیش از میلاد بازمی‌گردد. این اثر در تاریخ ۱۲ آذر ۱۳۷۵ با شمارهٔ ثبت ۱۷۷۷ به‌عنوان یکی از آثار ملی ایران به ثبت رسیده است.